# Чжан Сяоган
 Чжан Сяоган  (кит. упр. 张晓刚, пиньинь  Zhāng Xiǎogāng ; 1958, Куньмин, провинция Юньнань) — известный современный китайский художник-сюрреалист и скульптор. Юность живописца пришлась на период Культурной революции в Китае, что оказало сильнейшее влияние на его творчество. К самым известным его работам относятся серии картин «Родословная», «Амнезия и память», «Площадь Тяньаньмэнь». С 1997 года его работы выставляются в Нью-Йорке, Париже, Токио, Праге и других городах.

## Биография
Чжан Сяоган родился в 1958 году в городе Куньмин (китайской провинции Юньнань) в семье государственных служащих и был третьим из четырёх братьев. Мать с детства учила его рисовать с целью обеспечить сыну хорошее будущее. Детские годы художник запомнил надолго.
«С самого моего детства родители беспокоились, что я выйду на улицу, и со мной что-нибудь случится. Они дали нам бумагу и мелки, чтобы мы могли рисовать дома… Я испытывал все больший и больший интерес к искусству. У меня было много времени, потому что мне не нужно было ходить в школу… Вот так я и начал рисовать»
Юность художника пришлась на период культурной революции в Китае, которая оказала большое влияние на его живопись.
В начале 1976 года Чжан Сяоган был отправлен работать в колхоз в рамках движения «ближе к земле».
После возвращения, в 1978 году Чжан Сяоган был принят в Академию изящных искусств в городе Чунцин (провинция Сычуань), где он вскоре начал изучать масляную живопись. Во время обучения, Чжан Сяоган обучался рисованию в стиле «революционного» реализма.
В 1982 году он окончил Академию изящных искусств и вскоре сам получил должность преподавателя.
Период с 1982 по 1985 год оказался тяжелым для художника — Чжан Сяоган впал в тяжелейшую депрессию. В это время он работал строителем и художественным руководителем в танцевальной труппе в Куньмине. Это было время интенсивного самоанализа для художника, поскольку он испытывал трудности с адаптацией в обществе. Он также страдал от алкоголизма и был госпитализирован в 1984 году с внутренним кровотечением, вызванным алкоголем, в результате чего он написал серию картин «Призрак между чёрным и белым», придав физическую форму видениям о жизни и смерти, которые посещали его в больнице. Об этом времени художник вспоминал следующее:
«В то время мое вдохновение исходило главным образом из личных ощущений, которые я испытал в больнице. Когда я лежал на белой кровати, на белой простыне, я увидел много похожих на призраков пациентов, утешающих друг друга в переполненных больничных палатах. Когда наступила ночь, по больнице раздавались стоны, и некоторые из измученных тел уходили навсегда или приближались к порогу смерти: это глубоко взволновало мои чувства. Они были так созвучны моему жизненному опыту и одинокой несчастной душе».
В 1985 году Чжан Сяоган начал выходить из темной пучины своей депрессии и присоединился к движению «Новая волна» в Китае, которое породило философский, художественный и интеллектуальный взрыв в китайской культуре.
В 1986 году Чжан Сяоган основал Юго-Западную художественную группу, в которую вошли более 80 других известных китайских художников. Группа стремилась к «антигородскому регионализму», а также исследовала личные желания, которые, по мнению Чжан Сяогана, были подавлены коллективистской рационализацией. Они создали самоокупаемые выставки, которые стали основополагающим шагом в развитии китайского авангардного движения.
Чжан Сяоган придерживался экспрессивного и сюрреалистического стиля до 1980-х и начала 1990-х годов. Но после его поездки в Европу в 1992 году его стиль сильно изменился.
В 1992 году Чжан Сяоган отправился в Германию на 3 месяца, где смог удивительным образом осознать свою национальную и культурную самобытность.
Во время своего трехмесячного пребывания в Германии Чжан проводил большую часть своего времени, анализируя работы западных художников в музеях. После художник посетил множество стран Европы.
Вернувшись из Европы, Чжан Сяоган начал творить. Он выбрал площадь Тяньаньмэнь в качестве первой темы и нарисовал её, используя выразительные сильные мазки кисти. Он также начинает изучать лица окружающих китайцев. В это время фотографии всех четверых детей, найденные в доме родителей, стали переломным моментом его жизни. Изображая сюрреализм реалистической живописью, он отказывается от стиля и начинает рисовать плоские картины. Он также передает китайскую идентичность, изображая специфическое «одинарное» веко, характерное для азиатов.
Сяогана особенно вдохновила фотография, но которой была изображена его молодая и привлекательная мать, столь не похожая на ту болезненную, страдающую шизофренией женщину, в которую она превратилась. Это и натолкнуло его на мысль написать серию «Родословная», которая показывала запутанность частной и общественной жизни. В середине 1990-х художник выставлялся по всему миру, включая Бразилию, Францию, Австралию, Великобританию и США.

## Творчество
Серия «Родословная» Чжан Сяогана была представлена на выставке «Другое лицо: три китайских художника» в рамках более крупной международной выставки Identità e Alterità, организованной в итальянском павильоне во время 46-й Венецианской выставки Бьеннале в 1995 году.
Чжан Сяоган является одним из самых продаваемых современных китайских художников и любимцем иностранных коллекционеров. Его картины представлены в фильме 2005 года «Подсолнух». Картина «Мать и сын» — картина серии «Родословная», которую он рисовал со своей матери в 1993 году. Это картина совершенно другого стиля, нежели остальные картины этой серии. На полотне появляются фигуры без лица, но они имеют свою индивидуальность.
Картина «Два товарища с красным ребёнком» — одна из картин серии Чжан Сяогана «Родословная», которая в настоящее время демонстрируется в Национальной галерее Австралии. Эта картина, навеянная черно-белой семейной фотографией, найденной в 1993 году, когда он посещал дом своих родителей, представляет собой двух товарищей и красного ребёнка в центре. На левой щеке трех людей с невыразительными лицами есть белые пятна, их соединяют тонкие красные линии. Прически, мода, выражения лиц у персонажей кажутся почти одинаковыми в этой работе.